# Doug Crossman
Pour les articles homonymes, voir Crossman.
Doug Crossman (né le 13 juin 1960 à Peterborough dans la province d'Ontario au Canada) est un joueur professionnel canadien de hockey sur glace. Il évoluait au poste de défenseur.

## Biographie
Évoluant pour les 67 d'Ottawa, il est repêché par les Black Hawks de Chicago au 112e rang lors du sixième tour du repêchage d'entrée dans la LNH 1979 et devient professionnel dès la saison 1980-1981. 
Durant sa carrière dans la LNH, il a pris part à 914 rencontres de saison régulière pour huit équipes différentes. C'est avec les Flyers de Philadelphie qu'il a joué le plus longtemps, soit cinq saisons de 1983 à 1988. Il connaît sa meilleure saison offensive en 1989-1990, alors qu'il réalise 59 points avec les Islanders de New York durant cette saison.
Il a représenté le Canada au niveau international. En sélection jeunes, il a pris part au championnat du monde junior en 1980. Comme senior, il a participé à la Coupe Canada en 1987, tournoi qui s'est conclut par un triomphe des joueurs canadiens. Il remporte la Coupe Turner avec les Grizzlies de Denver en 1995.
Il a agi comme entraîneur-chef des Border Cats de Port Huron dans l'United Hockey League (UHL) durant la saison 1997-1998.

## Statistiques

### En club
| Saison     | Équipe                     | Ligue      |     | Saison régulière | Saison régulière | Saison régulière | Saison régulière | Saison régulière |    | Séries éliminatoires | Séries éliminatoires | Séries éliminatoires | Séries éliminatoires | Séries éliminatoires |
| Saison     | Équipe                     | Ligue      | PJ  | B                | A                | Pts              | Pun              | PJ               | B  | A                    | Pts                  | Pun                  |                      |                      |
| 1976-1977  | Blades de Strathroy        | WOHL       | 39  | 6                | 35               | 41               | 56               | -                | -  | -                    | -                    | -                    |                      |                      |
| 1976-1977  | Knights de London          | OMJHL      | 1   | 0                | 0                | 0                | 0                | -                | -  | -                    | -                    | -                    |                      |                      |
| 1977-1978  | 67 d'Ottawa                | OMJHL      | 65  | 4                | 17               | 21               | 17               | 16               | 2  | 11                   | 13                   | 10                   |                      |                      |
| 1978-1979  | 67 d'Ottawa                | OMJHL      | 67  | 12               | 51               | 63               | 63               | 4                | 1  | 3                    | 4                    | 0                    |                      |                      |
| 1979-1980  | 67 d'Ottawa                | OMJHL      | 66  | 20               | 96               | 116              | 48               | 11               | 7  | 6                    | 13                   | 19                   |                      |                      |
| 1980-1981  | Hawks du Nouveau-Brunswick | LAH        | 70  | 13               | 43               | 56               | 90               | 13               | 5  | 6                    | 11                   | 36                   |                      |                      |
| 1980-1981  | Black Hawks de Chicago     | LNH        | 9   | 0                | 2                | 2                | 2                | -                | -  | -                    | -                    | -                    |                      |                      |
| 1981-1982  | Black Hawks de Chicago     | LNH        | 70  | 12               | 28               | 40               | 24               | 11               | 0  | 3                    | 3                    | 4                    |                      |                      |
| 1982-1983  | Black Hawks de Chicago     | LNH        | 80  | 13               | 40               | 53               | 46               | 13               | 3  | 7                    | 10                   | 6                    |                      |                      |
| 1983-1984  | Flyers de Philadelphie     | LNH        | 78  | 7                | 28               | 35               | 63               | 3                | 0  | 0                    | 0                    | 0                    |                      |                      |
| 1984-1985  | Flyers de Philadelphie     | LNH        | 80  | 4                | 33               | 37               | 65               | 19               | 4  | 6                    | 10                   | 38                   |                      |                      |
| 1985-1986  | Flyers de Philadelphie     | LNH        | 80  | 6                | 37               | 43               | 55               | 5                | 0  | 1                    | 1                    | 4                    |                      |                      |
| 1986-1987  | Flyers de Philadelphie     | LNH        | 78  | 9                | 31               | 40               | 29               | 26               | 4  | 14                   | 18                   | 31                   |                      |                      |
| 1987-1988  | Flyers de Philadelphie     | LNH        | 76  | 9                | 29               | 38               | 43               | 7                | 1  | 1                    | 2                    | 8                    |                      |                      |
| 1988-1989  | Kings de Los Angeles       | LNH        | 74  | 10               | 15               | 25               | 53               | 2                | 0  | 1                    | 1                    | 2                    |                      |                      |
| 1988-1989  | Nighthawks de New Haven    | LAH        | 3   | 0                | 0                | 0                | 0                | -                | -  | -                    | -                    | -                    |                      |                      |
| 1989-1990  | Islanders de New York      | LNH        | 80  | 15               | 44               | 59               | 54               | 5                | 0  | 1                    | 1                    | 6                    |                      |                      |
| 1990-1991  | Islanders de New York      | LNH        | 16  | 1                | 6                | 7                | 12               | -                | -  | -                    | -                    | -                    |                      |                      |
| 1990-1991  | Whalers de Hartford        | LNH        | 41  | 4                | 19               | 23               | 19               | -                | -  | -                    | -                    | -                    |                      |                      |
| 1990-1991  | Red Wings de Détroit       | LNH        | 17  | 3                | 4                | 7                | 17               | 6                | 0  | 5                    | 5                    | 6                    |                      |                      |
| 1991-1992  | Red Wings de Détroit       | LNH        | 26  | 0                | 8                | 8                | 14               | -                | -  | -                    | -                    | -                    |                      |                      |
| 1992-1993  | Lightning de Tampa Bay     | LNH        | 40  | 8                | 21               | 29               | 18               | -                | -  | -                    | -                    | -                    |                      |                      |
| 1992-1993  | Blues de Saint-Louis       | LNH        | 19  | 2                | 7                | 9                | 10               | -                | -  | -                    | -                    | -                    |                      |                      |
| 1993-1994  | Rivermen de Peoria         | LIH        | 8   | 3                | 5                | 8                | 0                | -                | -  | -                    | -                    | -                    |                      |                      |
| 1993-1994  | Blues de Saint-Louis       | LNH        | 50  | 2                | 7                | 9                | 10               | -                | -  | -                    | -                    | -                    |                      |                      |
| 1994-1995  | Grizzlies de Denver        | LIH        | 77  | 6                | 43               | 49               | 31               | 17               | 3  | 6                    | 9                    | 7                    |                      |                      |
| 1995-1996  | Wolves de Chicago          | LIH        | 8   | 1                | 4                | 5                | 2                | 6                | 1  | 1                    | 2                    | 0                    |                      |                      |
| 1995-1996  | Bandits de Baltimore       | LAH        | 23  | 3                | 12               | 15               | 18               | -                | -  | -                    | -                    | -                    |                      |                      |
| Totaux LNH | Totaux LNH                 | Totaux LNH | 914 | 105              | 359              | 464              | 534              | 97               | 12 | 39                   | 51                   | 105                  |                      |                      |

### En équipe nationale
| Année | Compétition                 |   | PJ | B | A | Pts | Pun       |  | Résultat |
| 1980  | Championnat du monde junior | 5 | 0  | 2 | 2 | 2   | 5e place  |  |          |
| 1987  | Coupe Canada                | 8 | 0  | 1 | 1 | 4   | Vainqueur |  |          |

## Transactions
- 1979 : repêché par les Black Hawks de Chicago au sixième tour, 112e rang au total.
- 8 juin 1983 : échangé par les Black Hawks aux Flyers de Philadelphie avec un choix de deuxième tour au repêchage de 1984 (Scott Mellanby) contre Behn Wilson.
- 29 septembre 1988 : échangé par les Flyers aux Kings de Los Angeles contre Jay Wells.
- 23 mai 1989 : échangé par les Kings aux Islanders de New York pour compléter la transaction qui a envoyé Mark Fitzpatrick et Wayne McBean datant du 22 février 1989.
- 13 novembre 1990 : échangé par les Islanders aux Whalers de Hartford contre Ray Ferraro.
- 20 février 1991 : échangé par les Whalers aux Red Wings de Détroit contre Doug Houda.
- 15 juin 1992 : échangé par les Red Wings aux Nordiques de Québec avec Dennis Vial contre un montant d'argent.
- 18 juin 1992 : réclamé par le Lightning de Tampa Bay au repêchage d'expansion.
- 28 janvier 1993 : échangé par le Lightning aux Blues de Saint-Louis avec Basil McRae et un choix de quatrième tour au repêchage de 1996 (Andreï Petrakov) contre Jason Ruff.